# 46街車站 (IND皇后大道線)
46街車站（英語：46th Street station）是紐約地鐵IND皇后林蔭路線的一個慢車地鐵站，位於皇后區阿斯托利亞46街及百老匯交界，設有R線（任何時候停站（深夜除外））、E線（僅深夜停站）、M線（僅平日停站）列車服務。

## 車站結構
| G        | 街道層             | 出入口                                                                               |
| P 月台層 | 側式月台，右側開門 | 側式月台，右側開門                                                                   |
| P 月台層 | 南行               | 平日往百老匯交匯（斯坦威街） · 往95街（斯坦威街） · 深夜時往世界貿易中心（斯坦威街） |
| P 月台層 | 北行               | （平日） 往森林小丘-71大道（北方林蔭路） · 深夜時往牙買加中心（北方林蔭路）          |
| P 月台層 | 側式月台，右側開門 |                                                                                      |

此地下車站設有兩個側式月台和兩條軌道。IND皇后林蔭路線的快車軌道在日間由E線和F線列車使用，在北方林蔭路下方行走，此站無法看見。

## 外部連結
- nycsubway.org—IND Queens Boulevard Line: 46th Street
- Station Reporter — R Train
- Station Reporter — M Train
- The Subway Nut — 46th Street Pictures（页面存档备份，存于）
- 46th Street entrance from Google Maps Street View（页面存档备份，存于）
- 48th Street entrance from Google Maps Street View（页面存档备份，存于）
- Newton Road entrance from Google Maps Street View（页面存档备份，存于）
- Platforms from Google Maps Street View（页面存档备份，存于）